# Copa del Rey de balonmano 1992
La Copa del Rey de balonmano 1992 fue la XXXV edición y la jugaron los ocho equipos de Grupo I de la liga.
Se juega por concentración a eliminatorias a partido único en distintas localidades de Navarra.

## Desarrollo
|  | Cuartos de final     | Cuartos de final |                   |                 | Semifinales | Semifinales |  |                   | Final       | Final |  |
|  |                      |                  |                   |                 |             |             |  |                   | 21 de marzo |       |  |
|  |                      |                  |                   |                 |             |             |  |                   |             |       |  |
|  |                      |                  |                   |                 |             |             |  |                   |             |       |  |
|  | G.D. Teka            | 23               |                   |                 |             |             |  |                   |             |       |  |
|  | G.D. Teka            | 23               |                   |                 |             |             |  |                   |             |       |  |
|  | Elgorriaga Bidasoa   | 12               |                   |                 |             |             |  |                   |             |       |  |
|  | Elgorriaga Bidasoa   | 12               |                   | G.D. Teka       | 16          |             |  |                   |             |       |  |
|  |                      |                  |                   | G.D. Teka       | 16          |             |  |                   |             |       |  |
|  |                      |                  | CB Alzira Avidesa | 20              |             |             |  |                   |             |       |  |
|  | BM Granollers        | 29               | CB Alzira Avidesa | 20              |             |             |  |                   |             |       |  |
|  | BM Granollers        | 29               |                   |                 |             |             |  |                   |             |       |  |
|  | CB Alzira Avidesa    | 30               |                   |                 |             |             |  |                   |             |       |  |
|  | CB Alzira Avidesa    | 30               |                   |                 |             |             |  | CB Alzira Avidesa | 26          |       |  |
|  |                      |                  |                   |                 |             |             |  | CB Alzira Avidesa | 26          |       |  |
|  |                      |                  | FC Barcelona      | 25              |             |             |  |                   |             |       |  |
|  | Atlético Madrid      | 17               | FC Barcelona      | 25              |             |             |  |                   |             |       |  |
|  | Atlético Madrid      | 17               |                   |                 |             |             |  |                   |             |       |  |
|  | Mepamsa San Antonio  | 14               |                   |                 |             |             |  |                   |             |       |  |
|  | Mepamsa San Antonio  | 14               |                   | Atlético Madrid | 14          |             |  |                   |             |       |  |
|  |                      |                  |                   | Atlético Madrid | 14          |             |  |                   |             |       |  |
|  |                      |                  | FC Barcelona      | 21              |             |             |  |                   |             |       |  |
|  | C. Pontevedra Teucro | 17               | FC Barcelona      | 21              |             |             |  |                   |             |       |  |
|  | C. Pontevedra Teucro | 17               |                   |                 |             |             |  |                   |             |       |  |
|  | FC Barcelona         | 28               |                   |                 |             |             |  |                   |             |       |  |
|  | FC Barcelona         | 28               |                   |                 |             |             |  |                   |             |       |  |
|  |                      |                  |                   |                 |             |             |  |                   |             |       |  |

| Comunidad Valenciana                 |
| Campeón CB Alzira Avidesa 1.º título |